# Breckenridge (Kolorado)
Breckenridge – miejscowość w stanie Kolorado, w środkowej części Stanów Zjednoczonych. Leży w hrabstwie Summit wśród szczytów Gór Skalistych.

## Demografia
W 2000 roku miejscowość liczyła 2408 mieszkańców i nazwana została na cześć Johna Breckinridge'a, amerykańskiego wiceprezydenta i generała z czasów wojny secesyjnej. W 2023 roku liczba mieszkańców wzrosła do 4940 osób, a gęstość zaludnienia niemal do 386 osób/km².

## Rekreacja
Breckenridge jest ośrodkiem turystycznym i narciarskim. Kręcono tu także niektóre sceny filmów W krzywym zwierciadle: Witaj, Święty Mikołaju i Głupi i głupszy.

## Galeria

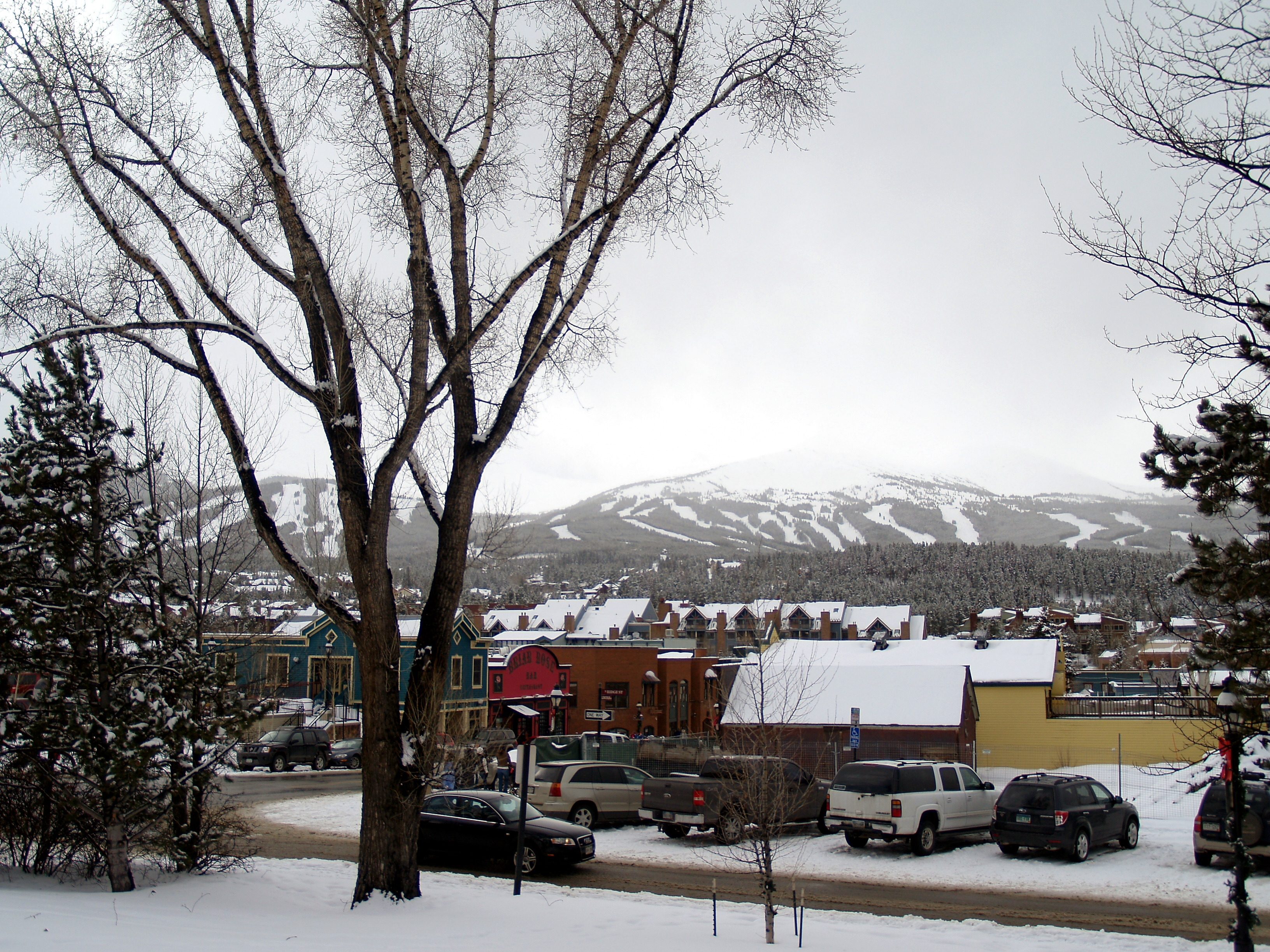
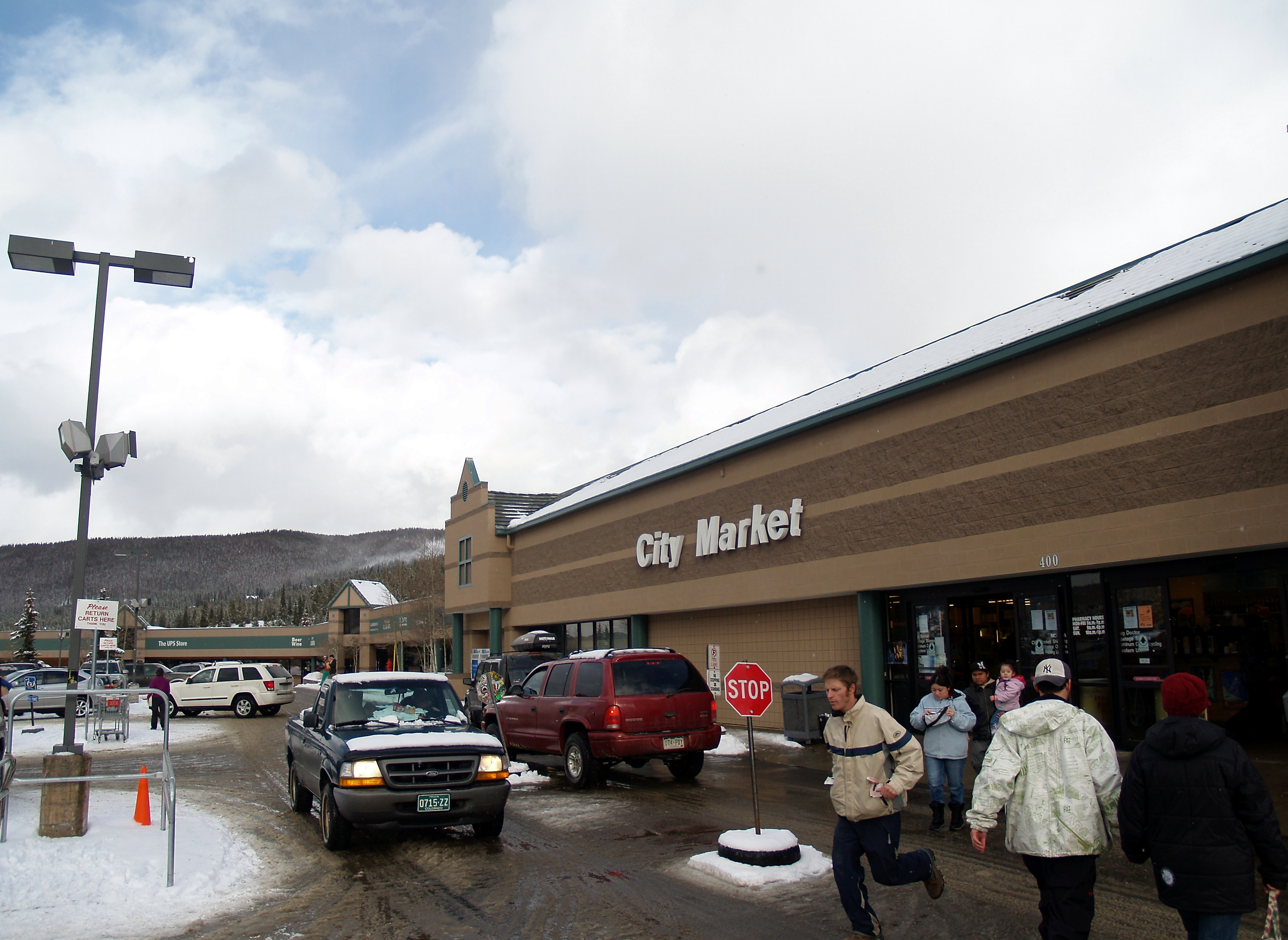
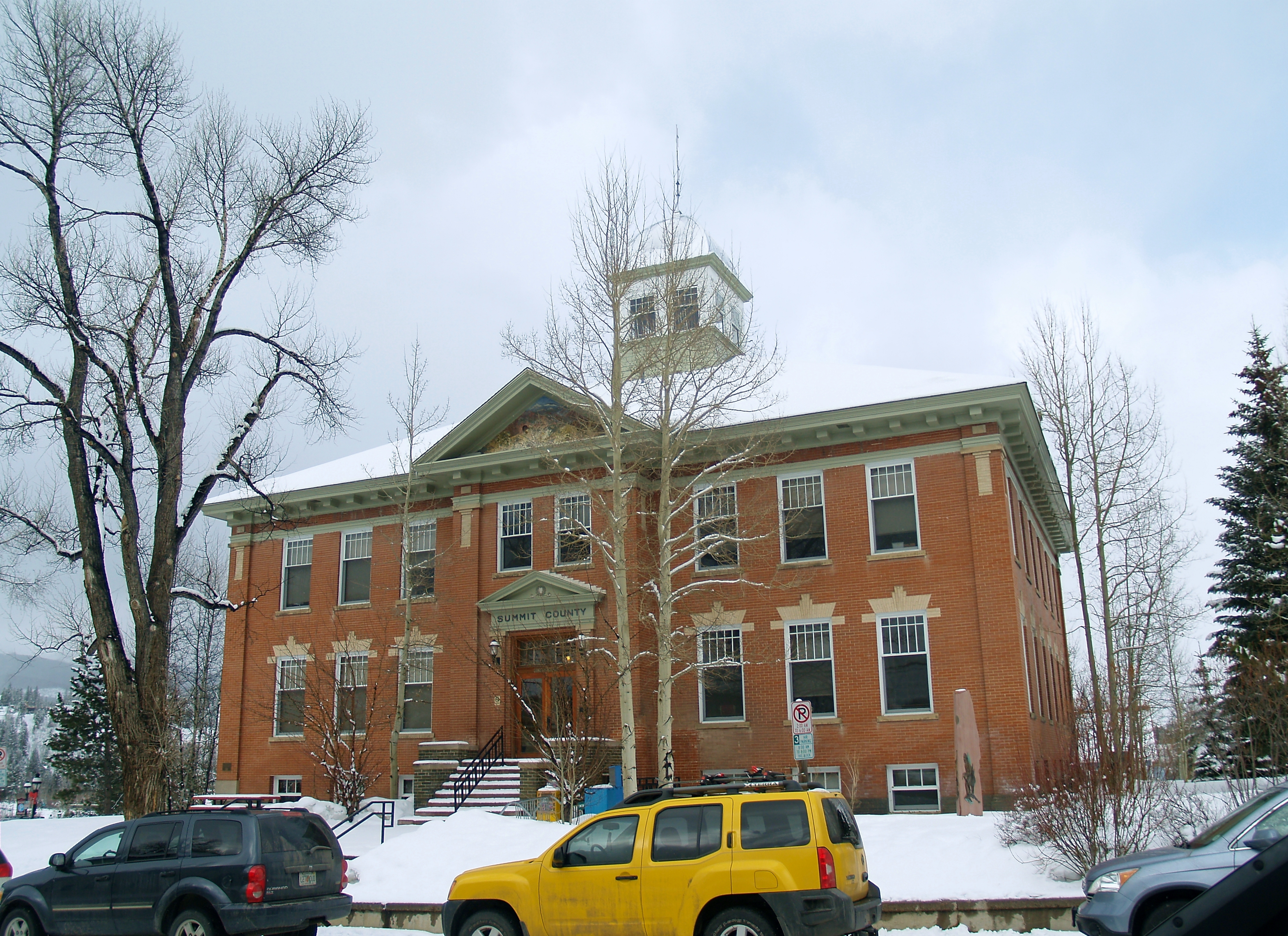